# Овер'янівка
Овер'я́нівка —  село в Україні, у Новотроїцькій селищній громаді Генічеського району Херсонської області. Населення становить 108 осіб.

## Історія
12 червня 2020 року, відповідно до розпорядження Кабінету Міністрів України № 713-р «Про визначення адміністративних центрів та затвердження територій територіальних громад Запорізької області», увійшло до складу Новотроїцької селищної громади.
17 липня 2020 року, в результаті адміністративно-територіальної реформи та ліквідації  Новотроїцького району, увійшло до складу Генічеського району.
24 лютого 2022 року село тимчасово окуповане російськими військами під час російсько-української війни.

## Економіка
- Овер'янівська вітрова електростанція[4]